# Ferdinand Fischer (Chemiker)

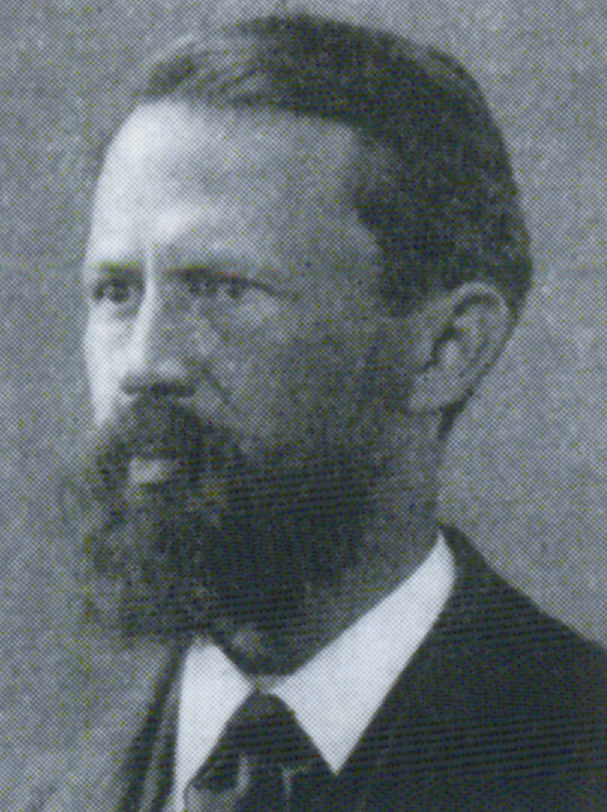
Ferdinand Fischer

Heinrich August Wilhelm Ferdinand Fischer (* 13. Mai 1842 in Rödermühle bei Wulften am Harz; † 28. Juni 1916 in Homburg vor der Höhe) war ein deutscher Chemiker, der sich mit Chemischer Technik befasste. 

## Leben
Ferdinand Fischer, der Sohn eines Müllers (Besitzer der Rödermühle), studierte Physik und Chemie in Göttingen, Berlin und Jena und wurde 1869 in Jena promoviert. 1870 legte er sein Oberlehrerexamen ab und unterrichtete 1871 bis 1879 an der Realschule Hannover.  Danach widmete er sich ganz der Chemischen Technik. 1894 bis 1912 lehrte er an der Universität Göttingen Chemische Technologie, ab 1898 als außerordentlicher Professor.
Er befasste sich mit Chemischer Technologie, speziell Brennstofftechnologie, und war darüber Ende des 19. Jahrhunderts und Anfang des 20. Jahrhunderts ein profilierter Autor. Er setzte sich für die Einführung Chemischer Technik als Lehrfach ein und für eine geregelte Chemikerausbildung.
1886 war er einer der Gründer der Deutschen Gesellschaft für angewandte Chemie, später der Verein Deutscher Chemiker. Er war Gründer und bis 1898 alleiniger Herausgeber der Zeitschrift für Angewandte Chemie.
Sein Handbuch der Chemischen Technologie mit Johannes Rudolf Wagner (1822–1880) wurde auch ins Englische übersetzt. Mit Wagner gab er auch ab 1880 das Jahrbuch über die Leistungen der Chemischen Technologie heraus. Er war Herausgeber der Buchreihe Die Chemische Technologie in Einzeldarstellungen (Spamer, Stuttgart), in der er die Bände Kraftgas und Wasser verfasste.

## Schriften
- Das Trinkwasser, seine Beschaffenheit, Untersuchung und Reinigung, unter Berücksichtigung der Brunnenwässer Hannovers. Hahn, Hannover 1863.
- Leitfaden der Chemie und Mineralogie. Hahn, Hannover 1873 (2. Auflage 1880).
- Die Verwerthung der städtischen und Industrie-Abfallstoffe: mit besonderer Rücksicht auf Desinfection, Städtereinigung, Leichenverbrennung und Friedhöfe. Quandt & Händel, Leipzig 1875.
- Die chemische Technologie des Wassers. Vieweg, Braunschweig 1880.
- Taschenbuch für Feuerungstechniker: kurze Anleitung zur Untersuchung von Feuerungsanlagen, 2. Auflage, Cotta, Stuttgart 1883, 2. Auflage 1893 (5. Auflage, Bergstrasser 1904, 7. Auflage, Kröner 1913).
- Feuerungsanlagen für häusliche und gewerbliche Zwecke. Arnd, Fulda 1889.
- Das Wasser, seine Verwendung, Reinigung und Beurtheilung: mit besonderer Berücksichtigung der gewerblichen Abwässer, 2. Auflage, Springer, Berlin 1891.
- mit Johann Rudolf von Wagner: Handbuch der Chemischen Technologie. Wigand, Leipzig 1893 (später bei Vieweg in mehreren Bänden).
  - 4 bez. 15. umgearb. Aufl. Leipzig 1900–1902 (Digitalisierte Ausgabe der Universitäts- und Landesbibliothek Düsseldorf).
- Das Studium der technischen Chemie an den Universitäten und technischen Hochschulen Deutschlands und das Chemiker-Examen. Vieweg, Braunschweig 1897.
- Lehrbuch der Chemischen Technologie. Wigand, Leipzig 1903 (Digitalisierte Ausgabe der Universitäts- und Landesbibliothek Düsseldorf).
- Die Brennstoffe Deutschlands und der übrigen Länder der Erde und die Kohlennoth. Vieweg, Braunschweig 1901.
- Die Industrie Deutschlands und seiner Kolonien. 2. Auflage, Akademische Verlagsgesellschaft, Leipzig 1903.
- Kraftgas: seine Herstellung und Beurteilung. Spamer, Leipzig 1911.
- Das Wasser, seine Gewinnung, Verwendung und Beseitigung : mit besonderer Berücksichtigung der Flussverunreinigung. Spamer, Leipzig 1914.